# Sergio Nápoles
Sergio Javier Nápoles Saucedo (ur. 23 listopada 1989 w Cancún) – meksykański piłkarz występujący na pozycji prawego skrzydłowego, obecnie zawodnik Venados.

## Kariera klubowa
Nápoles pochodzi z miasta Cancún w stanie Quintana Roo i jest wychowankiem tamtejszego klubu Pioneros de Cancún, w którego barwach przez występował w trzeciej lidze meksykańskiej. Bezpośrednio po tym przeniósł się do innego zespołu z Segunda División – Loros UdeC z siedzibą w Colimie, zaś w 2009 roku powrócił do rodzinnej miejscowości, zostając zawodnikiem tamtejszej drużyny z najwyższej klasy rozgrywkowej – Atlante FC. Przez pierwsze półtora roku występował w ekipach juniorskich i drugoligowych rezerwach o nazwie Atlante UTN, a do seniorskiej drużyny został włączony w wieku dwudziestu jeden lat przez szkoleniowca Miguela Herrerę. W meksykańskiej Primera División zadebiutował 24 kwietnia 2011 w zremisowanym 1:1 spotkaniu z Américą, jednak przez kolejne kilka lat pozostawał wyłącznie rezerwowym swojej drużyny, a regularnie zaczął się pojawiać na ligowych boiskach po przyjściu do klubu trenera Ricardo La Volpe. Premierowego gola w najwyższej klasie rozgrywkowej strzelił 30 września 2012 w przegranej 1:3 konfrontacji z Santosem Laguna, zaś w wiosennym sezonie Clausura 2013 dotarł z Atlante do finału krajowego pucharu – Copa MX.
Latem 2013 Nápoles został wypożyczony do drużyny Cruz Azul z siedzibą w stołecznym mieście Meksyk. Tam notował częste występy, jednak głównie w roli rezerwowego i w 2014 roku wygrał ze swoim zespołem najbardziej prestiżowe rozgrywki Ameryki Północnej – Ligę Mistrzów CONCACAF. Bezpośrednio po tym (w międzyczasie właściciel jego karty zawodniczej – Atlante – spadł do drugiej ligi) przeszedł do Chivas de Guadalajara, lecz pełnił tam rolę głębokiego rezerwowego i już po sześciu miesiącach udał się na wypożyczenie do klubu Deportivo Toluca. Tam przez rok wystąpił w zaledwie dwóch ligowych spotkaniach, wobec czego w styczniu 2016 – również na zasadzie wypożyczenia – zasilił drugoligowy Venados FC z miasta Mérida.
| Sezon     | Klub                  | Kraj   | Rozgrywki        | Mecze | Bramki |
| --------- | --------------------- | ------ | ---------------- | ----- | ------ |
| 2007/2008 | Pioneros de Cancún    | Meksyk | Segunda División | 23    | 5      |
| 2008/2009 | Loros UdeC            | Meksyk | Segunda División | 7     | 0      |
| 2009/2010 | Atlante FC            | Meksyk | Liga MX          | 0     | 0      |
| 2010/2011 | Atlante FC            | Meksyk | Liga MX          | 2     | 0      |
| 2011/2012 | Atlante FC            | Meksyk | Liga MX          | 1     | 0      |
| 2012/2013 | Atlante FC            | Meksyk | Liga MX          | 20    | 1      |
| 2013/2014 | Cruz Azul             | Meksyk | Liga MX          | 35    | 0      |
| 2014/2015 | Chivas de Guadalajara | Meksyk | Liga MX          | 4     | 0      |
| 2014/2015 | Deportivo Toluca      | Meksyk | Liga MX          | 2     | 0      |
| 2015/2016 | Deportivo Toluca      | Meksyk | Liga MX          | 0     | 0      |
| 2015/2016 | Venados FC            | Meksyk | Ascenso MX       |       |        |